# Фартинг
Фа́ртинг (англ. farthing — четвёртая часть чего-либо) — название английской монеты в 1/4 пенни (1/960 фунта стерлингов).

## Серебряный фартинг
Ранее полагали, что фартинг был впервые выпущен во времена короля Эдуарда I (1272—1307), однако в настоящее время обнаружены пять монет достоинством фартинг короля Генриха III (1216—1272). Все они имеют одинаковый внешний вид с монетой пенни, только меньше в четыре раза.
Вес и качество монеты даже во времена Эдуарда I менялись: фартинг ранних выпусков весил 6,85 грана (0,44 г), поздних — 5,5 грана (0,36 г).
При Эдуарде IV (1461—1470 и 1471—1483) вес фартинга снизился до 0,28 г.
В последний раз серебряный фартинг был выпущен в царствование короля Эдуарда VI (1547—1553); теперь он весил 0,21 г. В настоящее время это очень редкая монета.
Королева Елизавета (1558—1603) выпустила очень необычную серебряную монету достоинством 3 фартинга. Она весила 0,39 г, диаметр монеты — 14 мм.

## Начало чеканки медных фартингов
В 1613 году король Яков I (1603—1625) решил выпустить первую английскую медную монету — фартинг. Будучи королём Шотландии (Яков объединил короны Англии и Шотландии), он уже имел опыт выпуска медных монет; к тому же медные монеты уже много лет ходили в Европе.
Однако Англия в то время знала всего два драгоценных металла: золото и серебро, и решение выпустить медный фартинг далось нелегко. Король не решился чеканить медные монеты на королевском монетном дворе, и первый медный фартинг был выпущен руками лорда Харрингтона. Позже лицензию на чеканку фартингов получил лорд Леннокс, затем другие приближённые короля.
Первые фартинги лорда Харрингтона были покрыты оловом (для имитации серебряной монеты), их диаметр составлял 12,25 мм.
В дальнейшем выпускали чисто медные монеты диаметром 15 мм.

## ФартингиНового времени
Во времена Республики (Commonwealth) фартинги не выпускали, однако они имели законное хождение по всей стране. Для удовлетворения спроса населения в мелких разменных деньгах выпускались частные монеты (так называемые «токены») достоинством фартинг и полпенни.
В 1672 году новый король Англии Карл II (1660—1685) начал чеканить медные фартинги на королевском монетном дворе. Новые монеты несли на реверсе изображение Британии (лицо Британии было повёрнуто влево, в отличие от привычного изображения Британии на монетах XIX—XX веков). Фартинги 1672—1675 годов и 1679 года весили 5,2—6,4 г и имели в диаметре 22—23 мм.
В 1684—1692 годах в Англии чеканили оловянные фартинги с небольшой медной вставкой в центре монеты (это затрудняло подделку монеты). Однако позже встала проблема коррозии металла, и в 1693 году была возобновлена чеканка чисто медных монет.
В XVIII—XIX веках выпуск медных фартингов продолжался, при этом вес монеты колебался в пределах 4,5—6,2 г, диаметр — 21—24 мм.
На рубеже XVIII—XIX веков Великобритания испытывала большие трудности с металлами для монет, поэтому, как и в XVII веке, распространение получили частные монеты — «токены», в том числе фартинги. Их чеканили в 1787—1797 и снова в 1811—1812 годах.
С началом восстановления британской монетной системы (1816) монетные дворы переключились на чеканку золотых и серебряных монет. Первый фартинг был отчеканен только в 1821 году. Монета получила новый дизайн: теперь Британия на реверсе смотрела вправо, а не влево, как раньше. Вес монеты в 1821—1860 годах составлял 4,72 г, диаметр — 22 мм.
С 1860 года фартинг стали выпускать из бронзы (медный фартинг 1860 года является нумизматической редкостью). Новая бронзовая монета весила 2,83 г и имела в диаметре 20 мм. Эти параметры сохранялись вплоть до прекращения чеканки фартингов в 1956 году.
С 1897 года фартинг стали тонировать, так как до этого её можно было спутать с монетой полсоверена (эта практика была прекращена в 1918 году).

## Производные фартинга
До 1827 года фартинг был самой мелкой монетой Великобритании.
В 1827—1913 годах специально для Мальты (британской колонии) чеканили монету треть фартинга (third farthing) — именно так была оценена прежняя мальтийская монета грано после перехода на британскую монетную систему.
Монета треть фартинга чеканилась из меди, весила 1,57 г и имела в диаметре 16 мм. С 1860 года треть фартинга чеканили из бронзы. Теперь она стала весить 0,9 г, диаметр её составил 15 мм.
Монету полфартинга (half farthing) начали чеканить чуть позже, чем треть фартинга, специально для Цейлона. Только в 1842 году её признали законным платёжным средством в Великобритании. Монета весила 2,4 г и имела в диаметре 18 мм.
Полфартинга чеканили до 1869 года.
В 1839—1853 годах специально для Цейлона чеканили также монеты четверть фартинга (quarter farthing). Эта монета никогда не была законным платёжным средством в самой Великобритании.
Это была самая маленькая из всех современных монет британского производства: она весила 1,2 г и имела в диаметре 13,5 мм.

## Фартинги XX века
В XX веке дизайн фартинга изменился мало. Только во времена Георга VI (1936—1952) на реверсе монеты стали изображать небольшую птичку (крапивник). Этот реверс сохранился и при Елизавете II.
Чеканка фартинга была прекращена в 1956 году. Законное обращение фартинга прекратилось 31 декабря 1960 года.
После перехода Великобритании в 1971 году на десятичную монетную систему самой мелкой монетой стал полпенни, а после его упразднения в 1984 году — пенни, по номиналу в 9,6 раза больше фартинга. Однако из-за инфляции его покупательная способность сейчас вдвое ниже, чем у фартинга на момент его вывода из обращения.